# Vega (raket)
För andra betydelser, se Vega.
Vega är en raket som ASI och ESA började utveckla 1998. Datumet för första uppskjutningen sköts fram ett flertal gånger, men den genomfördes lyckosamt den 13 februari 2012. 
Italien är det ledande landet i projektet och står för 65% av kostnaderna, Frankrike (12,43%), Belgien (5,63%), Spanien (5%), Nederländerna (3,5%), Schweiz (1,34%) och Sverige (0,8%).
Den är konstruerad för att skjuta upp lätt last billigt: satelliter mellan 300 och 2000 kg till polär bana och låg omloppsbana. Den är namngiven efter stjärnan Vega.
En del av den teknik raketen bygger på är vidareutvecklad från Ariane-raketerna. En del av den nya teknik som tagits fram kan komma att användas i Ariane 5-raketen.
Ytterligare en version av raketen, kallad Vega C, är under utveckling. Vega C är baserad på teknik från Ariane 6.

## Konstruktion
Raketen består av tre steg med fast bränsle och ett övre steg med flytande bränsle. Huvudorsakerna till att man valt tre fastbränslesteg är att de är enkla och billiga att tillverka. För att kunna kompensera för små avvikelser i fastbränslestegen valde man ett steg med flytande bränsle till fjärde steg, detta gör att man även kan placera olika laster i olika omloppsbana under samma uppskjutning. 

### Noskon
Noskonen är 2,6 m i diameter, 7,8 m hög och väger 400 kg.

### Kontrollsystem
Raketens kontrollsystem är integrerat med raketens fjärde steg. Styrsystemet är Europas första helt elektriska. Tidigare har man använt hydraulik för att bland annat styra raketdysor.

### AVUM
Raketens fjärde steg kallas AVUM och är ett raketsteg baserat på flytande bränsle.

### Zefiro 9
Raketens tredje steg kallas Zefiro 9 och är ett fastbränslesteg med 10 ton bränsle. Namnet kommer från början av utvecklingsarbetet av raketen då steget skulle innehålla 9 ton bränsle.

### Zefiro 23
Raketens andra steg kallas Zefiro 23 och är ett fastbränslesteg med 24 ton bränsle. Namnet kommer från början av utvecklingsarbetet då steget skulle innehålla 23 ton bränsle.

### P80
Raketens första steg kallas P80 och är ett fastbränslesteg med 88 ton bränsle. Namnet kommer från början av utvecklingsarbetet då steget skulle innehålla 80 ton bränsle.

## Uppskjutningar
Den första flygningen skedde den 13 februari 2012.
| Nr. | Datum (UTC) | Rakettyp, Configuration | Startplats | Nyttolast                                                                                     | Nyttolast massa | Omloppsbana  | Kund | Uppdrag Resultat |  |
| --- | --- | ----------------------- | ---------- | --------------------------------------------------------------------------------------------- | --------------- | ------------ | ---- | ---------------- |  |
| 1   | 13 februari 2012 10:00:00 | Vega                    | ELV-SLV    | LARES, ROBUSTA, e-st@r, Goliat, MaSat-1, PW-Sat, ROBUSTA, UniCubeSat-GG, XaTcobeo             |                 | LEO          |      | Lyckad           |  |
| 1   | Geodetic och Nanosatellit; Vega första flygning |                         |            |                                                                                               |                 |              |      |                  |  |
| 2   | 7 maj 2013 02:06:31 | VERTA                   | ELV-SLV    | Proba-V VNREDSat 1A ESTCube-1                                                                 |                 | SSO          |      | Lyckad           |  |
| 2   | Jordobservation; Första kommersiella uppskjutningar för Vega |                         |            |                                                                                               |                 |              |      |                  |  |
| 3   | 30 april 2014 01:35:15 | Vega                    | ELV-SLV    | KazEOSat-1                                                                                    |                 | SSO          |      | Lyckad           |  |
| 3   | Jordobservationssatellit |                         |            |                                                                                               |                 |              |      |                  |  |
| 4   | 11 februari 2015 13:40:00 | VERTA                   | ELV-SLV    | IXV                                                                                           |                 | Kastbanefärd |      | Lyckad           |  |
| 4   | Teknik demonstration för atmosfäriskt inträde, IXV plaserades i kastbanefärd, AVUM gick in omloppsbana innan den utförde så kallat Advanced Re-entry Demonstrator (ARD). |                         |            |                                                                                               |                 |              |      |                  |  |
| 5   | 23 juni 2015 01:51:58 | Vega                    | ELV-SLV    | Sentinel-2A                                                                                   |                 | SSO          |      | Lyckad           |  |
| 5   | Jordobservationssatellit |                         |            |                                                                                               |                 |              |      |                  |  |
| 6   | 3 december 2015 04:04:00 | VERTA                   | ELV-SLV    | LISA Pathfinder                                                                               |                 | Sol-Jord L1  |      | Lyckad           |  |
| 6   | Teknologisk demonstration |                         |            |                                                                                               |                 |              |      |                  |  |
| 7   | 16 september 2016 01:43:35 | Vega                    | ELV-SLV    | PeruSat-1 4 Terra Bella satellits                                                             |                 | SSO          |      | Lyckad           |  |
| 7   | Spionsatellit / Jordobservationssatellit |                         |            |                                                                                               |                 |              |      |                  |  |
| 8   | 5 december 2016 13:51:44 | Vega                    | ELV-SLV    | Göktürk-1A                                                                                    |                 | SSO          |      | Lyckad           |  |
| 8   | Jordobservationssatellit |                         |            |                                                                                               |                 |              |      |                  |  |
| 9   | 7 mars 2017 01:49:24 | Vega                    | ELV-SLV    | Sentinel 2B                                                                                   |                 | SSO          |      | Lyckad           |  |
| 9   | Jordobservationssatellit |                         |            |                                                                                               |                 |              |      |                  |  |
| 10  | 2 august 2017 01:58:33 | Vega                    | ELV-SLV    | OPSAT 3000 VENµS                                                                              |                 | SSO          |      | Lyckad           |  |
| 10  | IMINT / Jordobservationssatellit |                         |            |                                                                                               |                 |              |      |                  |  |
| 11  | 8 november 2017 01:42:31 | Vega                    | ELV-SLV    | Pleiades                                                                                      |                 | SSO          |      | Lyckad           |  |
| 11  | Jordobservationssatellit |                         |            |                                                                                               |                 |              |      |                  |  |
| 12  | 22 augusti 2018 21:20:09 | Vega                    | ELV-SLV    | ADM-Aeolus                                                                                    |                 | SSO          |      | Lyckad           |  |
| 12  | |                         |            |                                                                                               |                 |              |      |                  |  |
| 13  | 21 november 2018 01:42:31 | Vega                    | ELV-SLV    | Mohammed VI-B                                                                                 |                 | SSO          |      | Lyckad           |  |
| 13  | Jordobservationssatellit |                         |            |                                                                                               |                 |              |      |                  |  |
| 14  | 22 mars 2019 01:50:35 | Vega                    | ELV-SLV    | PRISMA                                                                                        | 879 kg          | SSO          |      | Lyckad           |  |
| 14  | Jordobservationssatellit |                         |            |                                                                                               |                 |              |      |                  |  |
| 15  | 11 juli 2019 01:53 | Vega                    | ELV-SLV    | Falcon Eye 1                                                                                  | 1 197 kg        | SSO          |      | Misslyckad       |  |
| 15  | Uppskjutningen misslyckades |                         |            |                                                                                               |                 |              |      |                  |  |
| 16  | 3 september 2020 01:51:10 | Vega                    | ELV-SLV    | SSMS PoC Flight, D-Orbit, Spaceflight Industries, SITAEL, ISISpace, microsatellites, cubesats | 756 kg          | SSO          |      | Lyckad           |  |
| 16  | |                         |            |                                                                                               |                 |              |      |                  |  |
| 17  | 17 november 2020 01:52:20 | Vega                    | ELV-SLV    | SEOSat-Ingenio, TARANIS                                                                       | 925 kg          | SSO          |      | Misslyckad       |  |
| 17  | |                         |            |                                                                                               |                 |              |      |                  |  |
| 18  | 29 april 2021, 01:50 | Vega                    | ELV-SLV    | Pléiades Neo 3, NorSat-3, Bravo, ELO Alpha, Lemur-2 × 2                                       | 1 278 kg        | SSO          |      | Lyckad           |  |
| 18  | |                         |            |                                                                                               |                 |              |      |                  |  |
| 19  | 17 augusti 2021, 01:47 | Vega                    | ELV-SLV    | Pléiades Neo 4, BRO-4, LEDSAT, RADCUBE, SUNSTORM                                              | 1 029 kg        | SSO          |      | Lyckad           |  |
| 19  | |                         |            |                                                                                               |                 |              |      |                  |  |
| 20  | 16 november 2021, 09:27:55 | Vega                    | ELV-SLV    | CERES 1/2/3                                                                                   | 1 548 kg        | SSO          |      | Lyckad           |  |
| 20  | |                         |            |                                                                                               |                 |              |      |                  |  |
| 21  | 9 oktober 2023, 01:36 | Vega                    | ELV-SLV    | THEOS-2, TRITON, ANSER × 3, CSC × 2, ESTCube-2, MACSAT, N3SS, PRETTY, PROBA-V CC              |                 | SSO          |      | Lyckad           |  |
| 21  | |                         |            |                                                                                               |                 |              |      |                  |  |
| 22  | 5 september 2024, 01:50 | Vega                    | ELV-SLV    | Sentinel-2C                                                                                   | 1 143 kg        | SSO          |      | Lyckad           |  |
| 22  | |                         |            |                                                                                               |                 |              |      |                  |  |